# Tân Định (phường)
Tân Định là một phường thuộc Thành phố Hồ Chí Minh, Việt Nam. Đây là một trong 168 xã, phường và đặc khu mới của Thành phố Hồ Chí Minh sau sắp xếp.

## Địa lý

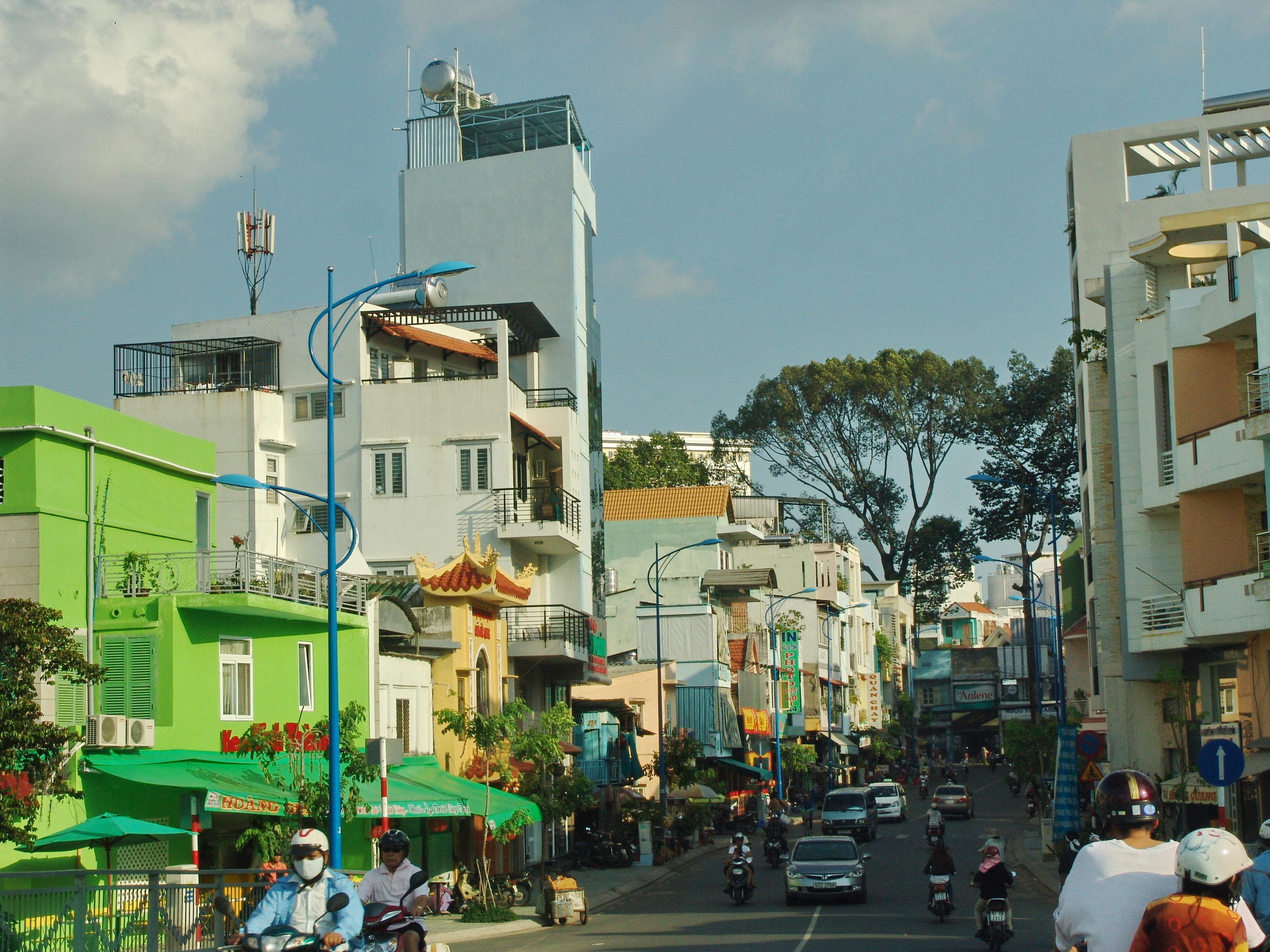
Một góc phố tại phường Tân Định

Phường Tân Định nằm ở khu vực trung tâm thành phố, phía tây bắc Quận 1 (cũ):
- Phía Đông giáp với phường Sài Gòn với ranh giới là đường Nguyễn Đình Chiểu
- Phía Tây Nam giáp phường Xuân Hòa với ranh giới là đường Hai Bà Trưng
- Phía Bắc và Tây Bắc giáp phường Gia Định và phường Cầu Kiệu với ranh giới là Kênh Nhiêu Lộc – Thị Nghè.

Theo số liệu thống kê do Bộ Nội vụ ban hành tại Công văn số 2896/BNV-CQĐP ngày 27 tháng 5 năm 2025, Phường có diện tích 1,6 km², dân số năm 2024 là 78.734 người, mật độ dân số đạt 49.209 người/km².

## Lịch sử
Dưới thời nhà Nguyễn, Tân Định là một thôn thuộc tổng Bình Trị, huyện Bình Dương, phủ Tân Bình, trấn Phiên An. Bản đồ Gia Định do Trần Văn Học vẽ năm 1815 có ghi nhận địa danh "Gò Tân Định". Năm 1859, khi quân Pháp đánh thành Gia Định, thôn Tân Định do vị trí gần thành nên cũng trở thành nơi giao tranh, người dân tại đây phải tản cư.
Sau đó, trên đất thôn Tân Định, người Pháp đã cho một nhóm dân từ Đà Nẵng đã đến cư trú, lập thành tổng Tourane với các làng An Hòa, Hiệp Hòa, Chơn Sảng, Phú Hòa và Phú Hòa Vạn. Đây vốn là những người theo Hải quân Pháp theo vào Gia Định sau khi Pháp rút khỏi Đà Nẵng năm 1859. Năm 1882, chính quyền nhập hai làng An Hòa và Hiệp Hòa thành làng Tân Định, nhập hai làng Chơn Sảng và Phú Hòa Vạn thành làng Nam Chơn. Lúc này các làng vẫn thuộc ngoại vi thành phố do người Pháp quy hoạch. Đến năm 1888, các làng Tân Định, Phú Hòa và Nam Chơn được sáp nhập vào địa giới thành phố Sài Gòn và chia thành các hộ. Năm 1906, thành phố Sài Gòn được chia thành 6 hộ, trong đó có hộ Tân Định gồm địa giới ba làng Tân Định, Phú Hòa và Nam Chơn cũ. Ngày nay trên địa bàn phường Tân Định vẫn còn các đình Phú Hòa, Nam Chơn, Sơn Trà là dấu tích các làng do nhóm người Đà Nẵng xưa lập nên. Năm 1927, chợ Tân Định mới (trước là chợ Phú Hòa) được chính quyền lúc bấy giờ khánh thành sau một năm xây mới, là sự kiện lớn tại Sài Gòn lúc bấy giờ.
Năm 1941, khi khu Sài Gòn – Chợ Lớn được chia thành các quận thì vùng Tân Định – Đa Kao thuộc Quận 3, đến năm 1959 thì điều chỉnh sang Quận 1 với ranh giới là đường Hai Bà Trưng. Quận 1 được chia thành 4 phường, trong đó có phường Trần Quang Khải là khu vực Tân Định.
Năm 1976, phường Trần Quang Khải giải thể và chia thành 4 phường là Phường 1, Phường 2, Phường 3 và Phường 4 thuộc Quận 1.
Ngày 26 tháng 8 năm 1982, Hội đồng Bộ trưởng ban hành Quyết định 147-HĐBT. Theo đó, giải thể Phường 2, địa bàn nhập vào Phường 1 và Phường 3.
Ngày 28 tháng 12 năm 1988, Hội đồng Bộ trưởng ban hành Quyết định 184-HĐBT. Theo đó, sáp nhập toàn bộ diện tích và dân số của 3 phường 1, 3 và 4 để thành lập phường Tân Định.
Ngày 16 tháng 6 năm 2025, Ủy ban Thường vụ Quốc hội ban hành Nghị quyết số 1685/NQ-UBTVQH15. Theo đó, phường Tân Định (mới) được thành lập trên cơ sở toàn bộ diện tích tự nhiên, quy mô dân số của phường Tân Định và một phần diện tích tự nhiên, quy mô dân số của phường Đa Kao.

## Du lịch

### Chợ Tân Định
Chợ Tân Định được coi là một trong những chợ di tích lịch sử của Thành phố, là nơi tập trung những mặt hàng buôn bán đa dạng, phong phú nhưng giá cả hơi mắc hơn so với những nơi khác. Ngành nghề kinh doanh chính: Thực phẩm tươi sống, quần áo, vải sợi, ăn uống, thực phẩm khô, giày dép, trái cây. Địa chỉ: Số 314–336 Hai Bà Trưng và Số 1 Nguyễn Hữu Cầu. Thời gian mở cửa: 5h đến 17h hàng ngày

### Nhà thờ Tân Định
Nhà thờ Tân Định cùng với Nhà thờ Đức Bà là hai nhà thờ cổ có quy mô lớn và kiến trúc đẹp nhất tại Sài Gòn. Nằm tại số 289 Hai Bà Trưng, phường Xuân Hòa, nhà thờ Tân Định là một nhà thờ cổ nổi tiếng được xây dựng ở Sài Gòn thời thuộc địa. Nhà thờ có tên chính thức là Nhà thờ Thánh Tâm Chúa Giêsu Tân Định, được khởi công vào năm 1870 và khánh thành vào ngày 16/12/1876. Về tổng thể, nhà thờ mang phong cách kiến trúc Gothic, nhưng các chi tiết trang trí lại mang ảnh hưởng phong cách Roman và Baroque. Phía mặt tiền nhà thờ gồm một tháp chính và hai tháp phụ ở hai bên. Trên đỉnh tháp chính cao 52,6 mét có cây thánh giá làm bằng đồng cao 3 mét. Bên trong có năm quả chuông, với tổng trọng lượng là 5,5 tấn.